# Плас, Франсуа
Франсуа Плас (фр. François Place; род. 26 апреля 1957, Эзанвиль) — французский писатель и книжный иллюстратор, автор книг для детей и юношества. Многие книги Пласа выходили с его собственными иллюстрациями.

## Биография и творчество
Франсуа Плас родился в 1957 году в Эзанвиле, небольшом городе в двадцати километрах к северу от Парижа. Его отец — художник (график, живописец, мозаичист), мать — учительница младших классов; помимо Франсуа, в семье было пятеро детей. Когда Франсуа было одиннадцать лет, семья переехала в Тур, где Франсуа закончил школу. Ребёнком он много читал; особенно его привлекали, по его собственным воспоминаниям, «путешествия в пространстве и времени». Кроме того, он с раннего детства любил рассматривать книги по искусству в отцовской библиотеке. Франсуа рано начал рисовать и уже в юном возрасте мечтал стать именно книжным иллюстратором.
В 1974 году он поступил в Высшую школу искусств и полиграфии (École Estienne), где, по его словам, учился больше полиграфии и вёрстке, чем рисунку: в Школе преподавались лишь базовые элементы рисования. Завершив образование, Плас некоторое время работал иллюстратором в графических и рекламных студиях, после чего перешёл к иллюстрированию книг. На детскую литературу его выбор пал по той причине, что над иллюстрированием книг для взрослых работали в основном маститые художники «с большой буквы», тогда как Плас, по его собственным словам, хотел быть «художником с маленькой буквы» и просто иллюстрировать книги. В 1983—1984 годах он иллюстрировал, для издательства Hachette, романы графини Сегюр и Катарины Тайкон. В 1985 году состоялось его знакомство с Пьером Маршаном, издателем в Gallimard Jeunesse (филиал «Галлимара», специализирующийся на детской литературе), который заинтересовался его рисунками. Начав работать для «Галлимара», Плас проиллюстрировал серию документальных и исторических книг про путешествия, географические открытия, великих исследователей и завоевателей.
Постепенно от иллюстрирования чужих книг Плас перешёл к написанию собственных. В 1992 году в издательстве Casterman вышла первая книга, в которой он был и автором текста, и иллюстратором, — «Les Derniers Géants». Действие в ней происходит в XIX веке; в форме путевого дневника рассказывается история англичанина, который, купив однажды зуб великана, отправляется на поиски великаньей страны. Книга имела большой успех, была переведена на множество языков и удостоена одиннадцати премий, в том числе Гран-при Общества писателей за детскую книгу и премии Sorcières, присуждаемой Ассоциацией молодёжных книжных магазинов в партнёрстве с Ассоциацией французских библиотекарей.

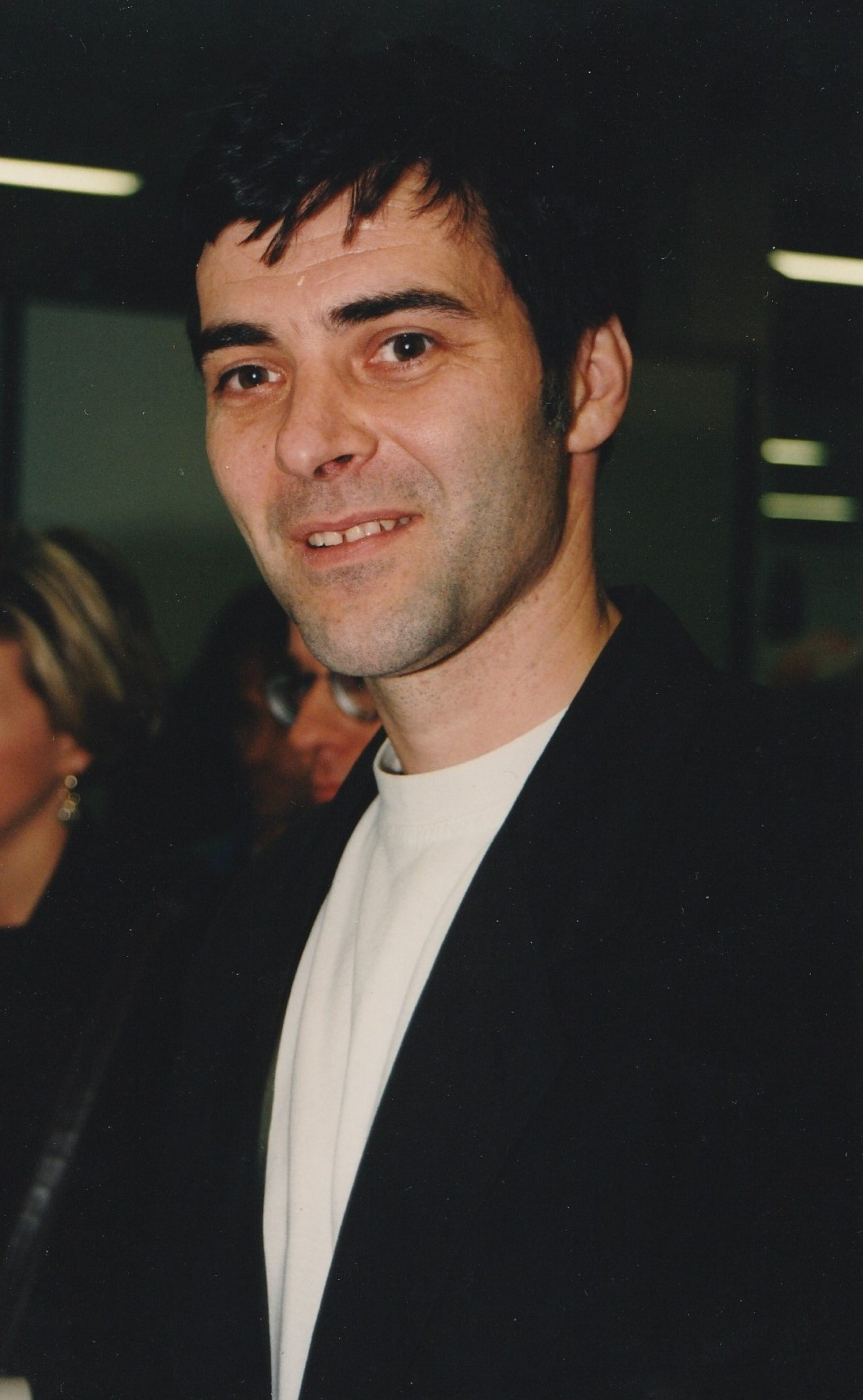
Франсуа Плас в 1997 году

В 1994 году Плас приступил к осуществлению грандиозного замысла, которое в общей сложности заняло шесть лет. Он придумал и нарисовал фантазийный «Атлас географов Орбэ» («Atlas des géographes Orbae») в трёх томах, построенный по алфавитному принципу и содержащий 26 карт вымышленных стран вкупе с историей каждой из них. Атлас был отмечен премией Америго Веспуччи (1997), главной премией Болонской детской книжной ярмарки (1998) и премией Sorcières (2001). В числе последовавших книг — «Le vieux fou de dessin» (1997), своего рода оммаж Хокусаю; «Le prince bégayant» (2006), история о принце-заике; «La Fille des batailles» (2007) — о девочке, выжившей после кораблекрушения, и ряд других. Продолжая создавать собственные иллюстрированные книги, Плас не прекращал иллюстрировать чужие: так, в 2006 году он выступил в качестве художника для романа Тимоте де Фомбеля «Тоби Лолнесс», ставшего мировым бестселлером.
В 2010 году вышел первый роман Пласа без иллюстраций: «La Douane volante» (буквально «Летучая таможня»; в русском переводе «Узник Двенадцати провинций»). Плас объяснял, что роман не содержит ни одной иллюстрации, поскольку ему было интересно проверить, сумеет ли он создавать яркие, зримые образы исключительно с помощью слов, не прибегая к рисунку. Кроме того, написать роман его неоднократно просил Жан-Филипп Арру-Виньо, возглавлявший одну из детских книжных серий в «Галлимаре». «Узник Двенадцати провинций», написанный в традициях классической французской прозы начала XX века, основан на бретонских легендах; действие происходит в Бретани времён Первой мировой войны и в земле Двенадцати провинций: вымышленной стране, похожей на Голландию XVII века, Голландию Рембрандта, Вермеера, Ван Гойена. Туда попадает главный герой романа, четырнадцатилетний Гвен, увезённый посланником смерти Анку, и пытается вернуться из этого странного мира назад. Во Франции книга Пласа была признана лучшим детским романом по версии журнала «Lire» и получила премию Grand Prix de l’Imaginaire.
Плас считает себя серьёзным писателем, однако в 2014 году начал, ради отдыха и отвлечения, серию весёлых и смешных книг о приключениях кошечки Лу на корабле её дядюшки кота Бонифация (в русском переводе — «Лу Всехнаверх»). В этих книгах много юмора, словесной игры, забавных говорящих имён и оригинальных «вежливых» ругательств капитана Бонифация. В 2019 году Плас обратился к новому для себя жанру: книга, задуманная как очередной роман, в процессе написания превратилась в пьесу. «Маркиз Кит де ла Бален» — сатирическая пьеса о гордыне и мании величия, повествующая о том, как одна королевская династия разорила собственную страну ради безумной идеи съесть на пиру кита.
Франсуа Плас неоднократно номинировался на Премию имени Ханса Кристиана Андерсена и в 2014 году стал её финалистом в категории «Иллюстрация». Пятикратно (в 2015, 2016, 2017, 2020 и 2021 годах) номинировался также на премию памяти Астрид Линдгрен.